# Mark Haiman
Mark David Haiman é um matemático estadunidense, professor da Universidade da Califórnia em Berkeley.
Obteve um Ph.D em 1984 no Instituto de Tecnologia de Massachusetts, orientado por Gian-Carlo Rota, com a tese The Theory of Linear Lattices.
Recebeu o E. H. Moore Research Article Prize de 2004. Em 2012 foi eleito fellow da American Mathematical Society.

## Publicações selecionadas
- Haiman, Mark (2001), «Hilbert schemes, polygraphs, and the Macdonald positivity conjecture», J. Amer. Math. Soc., 14 (4): 941–1006, Bibcode:2000math.....10246H, arXiv:math.AG/0010246, doi:10.1090/S0894-0347-01-00373-3